# Enzo Petriglia
Enzo Petriglia (Velletri, 27 settembre 1946) è un ex pugile italiano.
Olimpionico a Città  del Messico 1968, è stato campione italiano dei pesi leggeri e ha combattuto una volta per il titolo europeo della categoria.

## Biografia
Nato a Velletri, è cresciuto a Carchitti, frazione di Palestrina (in provincia di Roma), dove, con i primi successi pugilistici, divenne l'idolo locale.

### Carriera da dilettante
Da dilettante, Petriglia ha vinto due volte il titolo italiano dei pesi leggeri nel 1966 a Genova e nel 1967 a Napoli, dopo essere giunto in finale nel 1965. Vinse la medaglia di bronzo, nei pesi leggeri, ai V Giochi del Mediterraneo nel 1967, ad Algeri.
Ai campionati europei di Roma del 1967, raggiunse i quarti di finale, dove fu eliminato dal campione olimpico uscente Józef Grudzień (4:1).
Ha fatto parte della squadra azzurra ai Giochi della XIX Olimpiade di Città del Messico (1968). Ha battuto al primo turno il ghanese Joe Martey (3:2), al secondo il nigeriano Jonathan Dele (5:0) e al terzo l'argentino Pedro Aguero (3:2). È fermato soltanto nei quarti di finale, pur disputando un'ottima prima ripresa, ancora dal polacco Józef Grudzień (5:0) che poi vinse la medaglia d'argento. Sostanzialmente, la sua fu la miglior prestazione di un pugile italiano a quelle sfortunate Olimpiadi, se si eccettua la medaglia di bronzo di Giorgio Bambini, nei pesi massimi.

### Carriera da professionista
Passò professionista subito dopo le Olimpiadi. Inanellò una serie iniziale di 14 incontri tutti vinti prima del limite tranne due, combattuti a Roma di fronte a folle di tifosi osannanti. Tra le sue vittime l'ex campione italiano e sfidante al titolo europeo Bruno Melissano, costretto all'abbandono al 4º round.
Al 15º incontro, perse per Kot al primo round dal britannico Pat McCormack. Il 26 marzo 1971, pareggiò contro il forte finlandese Olli Mäki in otto riprese al Palazzetto dello Sport di Roma. Subito dopo, il 23 giugno, conquistò il titolo italiano dei pesi leggeri, a Rapallo, battendo Carmelo Coscia per getto della spugna al nono round, dopo averlo messo al tappeto con una serie folgorante di pugni. 
Incappò in una sconfitta ai punti, a Macerata, contro Bruno Melissano, in un match fortunatamente non valido per il titolo. Costretto a mettere in palio la cintura contro lo stesso Melissano, si rifece un mese dopo, nella sua San Cesareo, battendolo ai punti ma con un verdetto 
molto benevolo.
Petriglia mantenne poi il titolo italiano pareggiando a Roma con Enrico Pizzoni, il 21 novembre 1971. 
Il 13 settembre 1972, a Quartu Sant'Elena, tentò l'assalto al titolo europeo detenuto dal cagliaritano Antonio Puddu. Per tale motivo abbandonò il titolo italiano. Nonostante un volenteroso combattimento, fu sconfitto per Kot all'undicesima ripresa.
Il 27 febbraio 1973 tentò di riconquistare la cintura italiana, ad Ancona, ma perse ai punti da Enrico Pizzoni. Dopo altri due incontri vittoriosi, con avversari minori, abbandonò il pugilato a soli ventisette anni.

## Cinema
Nel 1973 Petriglia ha recitato nel film Storie scellerate di Sergio Citti, interpretando la parte di Nicolino.